# Anfilochia
Anfilochia (in greco antico: Ἀμφιλοχία?) è stato un territorio dell'antica Grecia, delimitato a nord dall'Ambracia, a sud dall'Acarnania e ad est dai dolopi e dagli agrei. Gli amfilochi sono considerati generalmente fra gli acarnani, ma Strabone gli descrive come un popolo epirota.
Durante la guerra del Peloponneso gli Anfilochi si allearono con gli Acarnani. Dopo la morte di Alessandro Magno (323 a.C.), la città venne conquistata dagli Etoli e, successivamente, dai Romani che la inclusero nella provincia d'Epiro.